# Démonstration constructive
Une première vision d'une démonstration constructive est celle d'une démonstration mathématique qui respecte les contraintes des mathématiques  intuitionnistes, c'est-à-dire qui ne fait pas appel à l'infini[Information douteuse], ni au principe du tiers exclu. Ainsi, démontrer l'impossibilité de l'inexistence d'un objet ne constitue pas une démonstration constructive de son existence : il faut pour cela en exhiber un et expliquer comment le construire.
Si une démonstration est constructive, on doit pouvoir lui associer un algorithme. Cet algorithme est le contenu calculatoire de la démonstration. La correspondance de Curry-Howard énonce cette association, usuellement appelée correspondance preuve-programme, pour les démonstrations constructives.
Une deuxième vision d'une démonstration constructive découle de la remarque précédente, c'est une démonstration à laquelle on peut donner un contenu calculatoire.  
En 1990, Timothy G. Griffin étend la correspondance de Curry-Howard à la loi de Peirce, ((α → β) → α) → α, et montre ainsi que l'on peut associer, via des continuations, un contenu calculatoire à la logique classique, faisant d'elle une logique constructive.

## Exemples
Un exemple de démonstration constructive est la démonstration du théorème de Stone-Weierstrass qui utilise les polynômes de Bernstein. Un autre exemple est la démonstration du théorème de Brooks qui utilise l'algorithme glouton de coloration des graphes.